# Habranthus arenicola
Habranthus arenicola är en amaryllisväxtart som först beskrevs av Townshend Stith Brandegee, och fick sitt nu gällande namn av Flagg, G.Lom.Sm. och Alan W. Meerow. Habranthus arenicola ingår i släktet Habranthus och familjen amaryllisväxter. Inga underarter finns listade i Catalogue of Life.